# Nazionale femminile di pallavolo dell'Italia 2013
Seguono i risultati delle partite della stagione 2013 disputate dalla nazionale di pallavolo femminile dell'Italia.

## Partecipazioni
- Montreux Volley Masters (torneo amichevole): 4º posto
- XVII Giochi del Mediterraneo: 1º posto
- World Grand Prix: 5º posto
- Campionato europeo 2013: 6º posto